# Strade Bianche 2018
12. ročník jednodenního cyklistického závodu Strade Bianche se konal 3. března 2018 v Itálii. Závod dlouhý 184 km vyhrál Belgičan Tiesj Benoot z týmu Lotto–Soudal, pro nějž to bylo první profesionální vítězství v kariéře. Na druhém a třetím místě se umístili Francouz Romain Bardet (AG2R La Mondiale) a Wout van Aert (Vérandas Willems–Crelan).

## Týmy
Závodu se zúčastnilo celkem 21 týmů, včetně 18 UCI WorldTeamů a 3 UCI Professional Continental týmů. Každý tým přijel se sedmi jezdci, na start se celkem postavilo 147 jezdců. Do cíle v Sieně dojelo pouze 53 jezdců.
UCI WorldTeamy
- AG2R La Mondiale
- Astana
- Bahrain–Merida
- BMC Racing Team
- Bora–Hansgrohe
- EF Education First–Drapac p/b Cannondale
- Groupama–FDJ
- LottoNL–Jumbo
- Lotto–Soudal
- Movistar Team
- Mitchelton–Scott
- Quick-Step Floors
- Team Dimension Data
- Team Katusha–Alpecin
- Team Sky
- Team Sunweb
- Trek–Segafredo
- UAE Team Emirates

UCI Professional Continental týmy
- Androni Giocattoli–Sidermec
- Nippo–Vini Fantini–Europa Ovini
- Vérandas Willems–Crelan

## Výsledky
| Pořadí | Jezdec                   | Tým                     | Čas        |
| ------ | ------------------------ | ----------------------- | ---------- |
| 1      | Tiesj Benoot (BEL)       | Lotto–Soudal            | 5h 03' 33" |
| 2      | Romain Bardet (FRA)      | AG2R La Mondiale        | + 39"      |
| 3      | Wout van Aert (BEL)      | Vérandas Willems–Crelan | + 58"      |
| 4      | Alejandro Valverde (ESP) | Movistar Team           | + 1' 25"   |
| 5      | Giovanni Visconti (ITA)  | Bahrain–Merida          | + 1' 27"   |
| 6      | Robert Power (AUS)       | Mitchelton–Scott        | + 1' 29"   |
| 7      | Zdeněk Štybar (CZE)      | Quick-Step Floors       | + 1' 42"   |
| 8      | Peter Sagan (SVK)        | Bora–Hansgrohe          | + 2' 08"   |
| 9      | Pieter Serry (BEL)       | Quick-Step Floors       | + 2' 11"   |
| 10     | Gregor Mühlberger (AUT)  | Bora–Hansgrohe          | + 2' 16"   |